# Anne de Richelieu
Anne de Richelieu, nacida Poussard de Fors du Vigean (1622-28 de mayo de 1684), fue una cortesana francesa. Sirvió como primera dama de honor de la reina María Teresa de Austria desde 1671 hasta 1679 así como de la delfina María Ana Victoria de Baviera desde 1679 hasta 1684.

## Biografía
Hija de François Poussard, barón de Fors y señor de Vigean, y de Anne de Neufbourg, contrajo primeras nupcias en 1644 con François-Alexandre d'Albret, señor de Pons y conde de Marennes (muerto en 1648), y segundas nupcias en 1649 con Armand Jean de Vignerot du Plessis.
Fue asignada como primera dama de honor de la reina María Teresa el 21 de noviembre de 1671. Anne contribuyó a que la relación entre Madame de Montespan, amante del rey Luis XIV, y la reina fuese cordial. Durante el distanciamiento temporal entre el monarca y Montespan en 1675, Anne organizó un encuentro en el cual la reina y la marquesa se reconciliaron, mostrando el rey su gratitud a Anne, quien mantuvo, asimismo, una relación cordial con Madame de Maintenon. Su esposo, quien era amante de Françoise de Dreux, fue juzgado y condenado por el intento de asesinato de Anne en el marco del asunto de los venenos. Murió en París el 28 de mayo de 1684.